# メフディ・トラビ
メフディ・トラビ（ペルシア語: مهدی ترابی, ラテン文字転写: Mehdi Torabi,  1994年9月10日 - ）は、イラン・キャラジ出身の同国代表サッカー選手。ペルセポリスFC所属。ポジションはMF（ウィング）。

## 経歴

### クラブ
サイパFCの下部組織出身で2012年夏にモジタバ・タガヴィ監督によってトップチームにも名を連ねるようになった。2013年5月10日のガハル・ザーグロスFC戦で、84分からピッチに立ち初出場。7月に就任したエンギン・フラト新監督の下で出場機会を増やし、2015年にはトップチームに定着した。
2018年7月にペルセポリスFCと契約。しかし移籍期間外の契約であったため規則に抵触し、翌年1月にペルセポリスへ正式加入となる。2度の国内リーグ制覇や、2019年の国内3冠を経験した。
2020年9月にペルセポリスとの契約を解除すると、翌月9日にカタールのアル・アラビ・ドーハと契約を締結した。
カタールでは負傷の影響もあり出場機会に恵まれず、2021年2月6日に1年半の契約でペルセポリスに復帰した。

### 代表
2014年、ネロ・ヴィンガーダ監督からU-23代表の合宿に招集された。その後、AFC U-23選手権2016の際にモハマド・ハクプール監督からメンバーに招集された。グループステージ最終戦の中国戦ではゴールから30mの地点からフリーキックを決めた。
2015年にカルロス・ケイロス率いるイラン代表へ初招集。6月11日に行われたウズベキスタンとの親善試合で、46分にマスード・ショジャエイとの交代で代表デビューを果たす。この試合で後半アディショナルタイムに初ゴールを記録すると、これが試合唯一の得点そして決勝点となりチームの勝利に貢献した。9月3日のグアム戦でも得点を決めた。更に10月13日に行われた日本との親善試合でも、西川周作が弾き返したPKをゴールに押し込み得点を果たした。
2018 FIFAワールドカップ、及びAFCアジアカップ2019のメンバーにも選出されている。

## 個人成績

### クラブ
2016年4月14日現在
| 2012-13 | サイパ |        | プレミア | 0  | 0 | 0 | 0 | 0  | 0 |
| 2013-14 | サイパ |        | プレミア | 2  | 0 | 0 | 0 | 2  | 0 |
| 2014-15 | サイパ |        | プレミア | 23 | 1 | 2 | 0 | 25 | 1 |
| 2015-16 | サイパ | 16     | プレミア | 23 | 1 | 3 | 0 | 26 | 1 |
| 通算    | イラン | イラン | プレミア | 48 | 2 | 5 | 0 | 53 | 2 |
| 総通算  | 総通算 | 総通算 | 総通算   | 48 | 2 | 5 | 0 | 53 | 2 |

## 代表歴

### 出場大会
- イラン代表
  - 2018 FIFAワールドカップ
  - 2022 FIFAワールドカップ

### 試合数
- 国際Aマッチ 45試合 7得点（2015年-）[8]

| イラン代表 | 国際Aマッチ | 国際Aマッチ |
| 年         | 出場        | 得点        |
| ---------- | ----------- | ----------- |
| 2015       | 7           | 3           |
| 2016       | 4           | 1           |
| 2017       | 2           | 0           |
| 2018       | 10          | 2           |
| 2019       | 7           | 0           |
| 2020       | 0           | 0           |
| 2021       | 3           | 0           |
| 2022       | 6           | 1           |
| 2023       | 6           | 0           |
| 2024       |             |             |
| 通算       | 45          | 7           |

### 得点
| #  | 日附           | 場所                                   | 対戦相手       | 得点 | 結果 | 大会                                   |
| -- | -------------- | -------------------------------------- | -------------- | ---- | ---- | -------------------------------------- |
| 1. | 2015年6月11日  | タシュケント・ブニョドコル・スタジアム | ウズベキスタン | 1–0  | 1–0  | 親善試合                               |
| 2. | 2015年9月3日   | テヘラン・アザディ・スタジアム         | グアム         | 6–0  | 6–0  | 2018 FIFAワールドカップ・アジア2次予選 |
| 3. | 2015年10月13日 | テヘラン・アザディ・スタジアム         | 日本           | 1–0  | 1–1  | 親善試合                               |

## タイトル
クラブ
ペルセポリス
- ペルシアン・ガルフ・プロリーグ : 2018-19, 2019-20
- ハズフィー・カップ : 2018-19
- イラン・スーパーカップ : 2019

個人
- イラン年間最優秀若手選手 : 2016
- ペルシアン・ガルフ・プロリーグ年間ベストチーム : 2015-16
- ペルシアン・ガルフ・プロリーグ月間最優秀選手 : 2018.4, 2018.5